# Cristian Shpendi
Cristian Shpendi (Ancona, Italia; 19 de mayo de 2003) es un futbolista italo-albanés que juega de delantero en el Cesena de la Serie B italiana. También juega en la selección nacional sub-21 de Albania.

## Carrera en el club

### Primeros años
Shpendi nació en Ancona (Italia) junto con su gemelo, Stiven. Es hijo de padres albaneses originarios de Pukë. La familia Shpendi emigró a Italia en 1997, por lo que tanto Christian como Stiven poseen la doble nacionalidad italiana y albanesa. Su primer equipo fue el Real Metauro, de donde pasaron al Delfino Fano y luego a la Academia San Marino hasta que se fueron al Cesena.

### Carrera profesional
Los gemelos jugaron su primera temporada competitiva con el Cesena sub-17 entrenado por Filippo Masolini en el Allievi Nazionali sub-17, donde el dúo atacante disputó 16 partidos cada uno, con 14 goles de Cristian y 11 de Stiven. A continuación, jugaron en el Cesena Primavera a las órdenes del entrenador Giovanni Ceccarelli en el Campionato Primavera 3 2020-21, con 15 goles para Cristian y 13 para Stiven. El dúo ayudó al equipo a llegar a la final, perdiendo solo ante el Arezzo Primavera.
En la temporada siguiente, 2021-22, en el Primavera 2, Cristian marcó 15 goles en 17 partidos y fue ayudado por 23 goles de Stiven en solo 20 partidos, lo que convirtió a Stiven en el máximo goleador de la liga. El Cesena ganó el campeonato, consiguiendo el ascenso a Primavera 1 y la Supercopa Primavera contra el Udinese Primavera, al que derrotó por 4-1 con dos goles de cada gemelo. Mientras tanto, los jugadores también ascendieron al primer equipo en la Serie C 2021-22, donde Cristian debutó como profesional a las órdenes del entrenador William Viali el 25 de septiembre de 2021 contra el Olbia, siendo titular y jugando durante 57 minutos antes de ser sustituido por Salvatore Caturano. El 25 de febrero de 2022, los gemelos ampliaron su contrato con el Cesena hasta 2025.

## Trayectoria internacional
Shpendi fue convocado por el seleccionador Armando Cungu para disputar varios amistosos con la selección sub-19 de Albania en 2021. Fue titular en cinco partidos y marcó dos goles.
En noviembre de 2021, fue convocado para participar en el Grupo 7 de clasificación para el Campeonato de Europa Sub-19 de la UEFA 2020, donde su selección se enfrentó a Francia, Serbia y Macedonia del Norte. Debutó en competición en el primer partido contra Francia, sustituyendo en el descanso a su gemelo Stiven; su equipo cayó derrotado por 4-0. En el siguiente partido, contra Serbia tres días más tarde, Shpendi empezó desde el banquillo y entró en el minuto 72, con Albania sub-19 perdiendo por un gol. Shpendi marcó el gol del empate, que mantuvo al equipo albanés en la lucha por la siguiente ronda. En el último partido, contra Macedonia del Norte, entró en los últimos minutos, y Albania sub-19 se impuso por 3-1. El equipo terminó con 4 puntos, el mismo número de victorias que los albaneses. El equipo terminó con 4 puntos, los mismos que Serbia sub-19, y no pudo clasificarse debido a la diferencia de goles.
Tanto Cristian como Stiven Shpendi debutaron con Albania sub-21 a las órdenes del seleccionador Alban Bushi el 16 de noviembre de 2022, cuando fueron incluidos en la alineación titular.

## Estadísticas de carrera

### Club
Actualizado al último partido disputado  1 de diciembre de 2024
| Club            | Temporada     | Liga          | Liga | Liga  | Copa | Copa  | Europe | Europe | Otros | Otros | Total | Total |
| Club            | Temporada     | Division      | Part | Goles | Part | Goles | Part   | Goles  | Part  | Goles | Part  | Goles |
| --------------- | ------------- | ------------- | ---- | ----- | ---- | ----- | ------ | ------ | ----- | ----- | ----- | ----- |
| Cesena · Italia | 2021–22       | Serie C       | 5    | 0     | 2    | 0     | —      | —      | —     | —     | 7     | 0     |
| Cesena · Italia | 2022–23       | Serie C       | 16   | 1     | 2    | 0     | —      | —      | 3     | 0     | 21    | 1     |
| Cesena · Italia | 2023–24       | Serie C       | 32   | 20    | 3    | 2     | —      | —      | —     | —     | 35    | 22    |
| Cesena · Italia | 2022–23       | Serie B       | 14   | 10    | 3    | 2     | —      | —      | —     | —     | 17    | 12    |
| Cesena · Italia | Total         | Total         | 67   | 31    | 10   | 4     | —      | —      | 3     | 0     | 80    | 35    |
| Carrera total   | Carrera total | Carrera total | 67   | 31    | 10   | 4     | —      | —      | 3     | 0     | 80    | 35    |

1. ↑  Including continental competitions, such as UEFA Champions League and UEFA Europa League
2. ↑  Including other competitions, such as Supercups